# Équipe de France féminine A' de basket-ball
Maillots
Actualités
L’équipe de France féminine A′ de basket-ball est la sélection des meilleures jeunes joueuses françaises. Cette sélection bis a été active vers 2005 et est relancée en 2016.

## Historique
Alors que la formation A′ est supprimée pour la sélection masculine, la FFBB relance en 2016 une sélection féminine A′ qui avait déjà existé en 2005 et qui avait compté dans ses rangs les futures cadres Céline Dumerc ou Gaëlle Skrela.
Selon le directeur technique national Patrick Beesley :« Nous avons constaté que la transition entre les U20 et les A se passe immédiatement pour les joueuses indiscutables. Mais pour un certain nombre d’autres, il faut plusieurs années avant qu’elles s’intègrent. Désormais, pendant ces années de transition on pourra remplir ce manque en activant un groupe A′. » La sélection des A′ est déterminée conjointement par l'entraineur Jérôme Fournier et l'entraineuse de l'équipe A Valérie Garnier avec l'objectif de mettre en place des passerelles entre les deux équipes.

## Effectif 2018
La présélection 2018 comporte seize joueuses, la présélection d'Alexia Plagnard étant remplacée rapidement par son équipière en club Hortense Limouzin.
L'équipe dispute trois rencontres face à l'équipe de Hongrie les 1er, 2 et 3 juin en Bretagne : défaite 57-73, victoire 88-80, défaite 64-71. L'entraîneur Jérôme Fournier estime que « le bilan est très positif. Les attitudes du groupe ont été excellentes. Nous avons pu faire du très bon travail. Les matches ont été d’un bon niveau grâce à une opposition de très grande qualité (...) Je pense que les joueuses déjà sélectionnées ont franchi un cap ». Certains éléments ont ainsi pu se mettre en lumière pour accéder à la préparation avec l'équipe A.
| Numéro | Joueuse                   | Poste | Naissance         | Taille | Club 2017-2018             |
| ------ | ------------------------- | ----- | ----------------- | ------ | -------------------------- |
|        | Clarince Djaldi-Tabdi     | 4     | 6 décembre 1995   | 1,84 m | Angers                     |
|        | Maëva Djaldi-Tabdi        | 4     | 3 décembre 1998   | 1,75 m | Orange de Syracuse         |
|        | Myriam Djekoundade        | 3     | 2 janvier 1998    | 1,85 m | USO Mondeville             |
|        | Marie-Paule Foppossi      | 3     | 28 janvier 1998   | 1,86 m | Orange de Syracuse         |
|        | Margaux Galliou-Loko      | 3     | 12 avril 1993     | 1,82 m | TSV 1880 Wasserburg        |
|        | Camille Lenglet           | 1     | 4 février 1998    | 1,69 m | Nantes Rezé                |
|        | Marie-Bernadette Mbuyamba | 3-4   | 5 janvier 1993    | 1,85 m | Saint-Amand Hainaut Basket |
|        | Magali Mendy              | 2     | 6 février 1990    | 1,76 m | Uni Girona                 |
|        | Marie-Michelle Milapie    | 5     | 6 février 1996    | 1,92 m | Basket Landes              |
|        | Hortense Limouzin         | 1     | 1er juillet 1998  | 1,65 m | Basket Landes              |
|        | Élodie Naigre             | 4     | 7 juin 1995       | 1,82 m | Landerneau                 |
|        | Tima Pouye                | 1     | 7 avril 1999      | 1,74 m | Tarbes                     |
|        | Claire Stievenard         | 2     | 20 mai 1997       | 1,83 m | Arras                      |
|        | Ana Tadić                 | 5     | 21 septembre 1998 | 1,98 m | USO Mondeville             |
|        | Emmanuelle Tahane         | 3     | 13 mai 1999       | 1,80 m | Tigers du Missouri         |
|        | Angélina Turmel           | 5     | 21 novembre 1996  | 1,98 m | COB Calais                 |

Entraîneur : Jérôme Fournier

## Effectif 2017
La sélection 2017 remporte invaincue les Jeux de la Francophonie tenus à Abidjan (Côte d'Ivoire) du 22 au 29 juillet. Elle s'impose 73-53 en finale face aux Québécoises avec de belles performances de Lidija Turčinović (16 points à 5/10 en moins de 19 minutes) et Marième Badiane (15 points à 7/14 et 6 rebonds en 18 minutes).
- Samedi 22 juillet : France - Luxembourg : 97-36
- Dimanche 23 juillet : France - Mali : 63-59
- Lundi 24 juillet :  France - Bénin : 90-39
- Mercredi 26 juillet : Quarts de finale : France-Roumanie : 74-43
- Vendredi 28 juillet : Demi-finales : France - Sénégal : 66-32
- Samedi 29 juillet : Finale : France - Canada-Québec : 73-53

| Numéro | Joueuse                | Poste | Naissance        | Taille | Club 2016-2017     |
| ------ | ---------------------- | ----- | ---------------- | ------ | ------------------ |
|        | Romane Bernies         | 1     | 27 juin 1993     | 1,70 m | Angers             |
|        | Marième Badiane        | 4-5   | 24 novembre 1994 | 1,90 m | USO Mondeville     |
|        | Catherine Mosengo-Masa | 4-5   | 19 avril 1996    | 1,92 m | USO Mondeville     |
|        | Angélina Turmel        | 5     | 21 novembre 1996 | 1,98 m | Nice               |
|        | Margaux Galliou-Loko   | 3     | 12 avril 1993    | 1,82 m | Flammes Carolo     |
|        | Marie Mané             | 2     | 12 décembre 1995 | 1,82 m | Angers             |
|        | Adja Konteh            | 2     | 5 mars 1992      | 1,78 m | Tarbes             |
|        | Lisa Berkani           | 1-2   | 19 mai 1997      | 1,76 m | USO Mondeville     |
|        | Marie-Michelle Milapie | 5     | 6 février 1996   | 1,92 m | Basket Landes      |
|        | Marie-Ève Paget        | 1     | 21 novembre 1994 | 1,70 m | Angers             |
|        | Christelle Diallo      | 4-5   | 12 mars 1993     | 1,93 m | Lyon ASVEL féminin |
|        | Lidija Turčinović      | 2     | 27 août 1994     | 1,76 m | Flammes Carolo     |

Entraîneur : Jérôme Fournier
Assisté de : Grégory Morata, Isabelle Fijalkowski

## Effectif 2016
La sélection 2016 est composée de :
| Numéro | Joueuse                | Poste | Naissance         | Taille | Club 2016-2017 |
| ------ | ---------------------- | ----- | ----------------- | ------ | -------------- |
|        | Romane Bernies         | 1     | 27 juin 1993      | 1,70 m | Angers         |
|        | Alexia Chartereau      | 3-4   | 5 septembre 1998  | 1,91 m | Bourges        |
|        | Clarince Djaldi-Tabdi  | 4     | 6 décembre 1995   | 1,84 m | Angers         |
|        | Alix Duchet            | 1     | 30 décembre 1997  | 1,65 m | Nice           |
|        | Margaux Galliou-Loko   | 3     | 12 avril 1993     | 1,82 m | Flammes Carolo |
|        | Marie Mané             | 2     | 12 décembre 1995  | 1,82 m | Angers         |
|        | Adja Konteh            | 2     | 5 mars 1992       | 1,78 m | Tarbes         |
|        | Hhadydia Minte         | 4-3   | 16 mars 1991      | 1,87 m | Flammes Carolo |
|        | Marie-Michelle Milapie | 5     | 6 février 1996    | 1,92 m | Basket Landes  |
|        | Marie-Ève Paget        | 1     | 21 novembre 1994  | 1,70 m | Angers         |
|        | Ana Tadić              | 4-5   | 21 septembre 1998 | 1,92 m | Mondeville     |
|        | Mamignan Touré         | 1-3   | 19 décembre 1994  | 1,83 m | Nice           |
|        | Lidija Turčinović      | 2     | 27 août 1994      | 1,76 m | Flammes Carolo |

Remplaçantes : Christelle Diallo, Adja Konteh (devenue titulaire)
Entraîneur : Jérôme Fournier
Assisté de : Grégory Morata, Damien Leroux, Isabelle Fijalkowski
Préparatrice Physique :  Virginie Niçaise